# 공인노무사
공인노무사(公認勞務士)란 노동 및 사회보험과 관련된 법률 및 경영 서비스를 제공하는 직업이다. 1980년대 급증하는 노동관련 전문지식 서비스의 충족을 위해 일본의 사회보험노무사를 참조하여 도입되었다. 그러나 송무중심의 한국의 변호사 시장 특성상 일본의 사회보험노무사와는 달리 사건을 대리할 권한이 있으며('특정사회보험노무사'는 일부사건에 대해 대리권한을 갖는다), 사회보험 쪽에 특화되기보다는 노동관련 법률사무 및 심판대리를 수행하는 특성이 있다.

## 구체적 업무내용
공인노무사의 업무는 크게 법률과 관련된 부분과 경영과 관련된 부분으로 나뉜다. 구체적인 내용은 아래와 같다.

### 법률 관련
- 노동위원회가 관장하는 부당해고, 비정규직 차별시정, 부당노동행위, 근로계약조건을 위반으로 한 손해배상청구등 일체의 심판청구 대리 및 대행
- 노동부가 관장하는 노동관계법상의 진정 및 고소등 형사사건 대리 및 범죄수사에 있어서의 조력 및 진술
- 근로복지공단을 상대로 한 산재보상신청 및 불복 심판청구 대리 및 대행
- 국가인권위원회가 관장하는 노동인권침해 행위에대한 조사신청 대리 및 대행
- 교원,군인,공무원등의 관련법상 재해보상신청 및 불복 심판청구 대리 및 대행
- 체당금 및 고용보험법등에서의 지원금 신청 대리 및 대행
- 산재,고용보험료등의 과오납 심판청구 대리 및 대행
- 노동조합의 설립 및 운영에 관한 각종 법률사무 대리 및 대행
- 노동관계법령에 대한 자문

### 경영 관련
- 공인노무사법에 따른 노무관리진단
- 4대 보험 및 급여에 관한 아웃소싱업무
- 사업장의 조직 및 직무설계, 비정규직등 프로젝트업무
- 단체교섭의 권한 수임 및 사적 조정 또는 중재
- 기타 인사노무관리에 관한 컨설팅

의뢰인에게 노동관계 법령에 관한 내용을 넘어서 수사절차에 적용되는 「형사소송법」 등에 관한 내용까지 상담하는 것은 특별한 사정이 없는 한 위법하다.

## 연혁
- 1984년 12월 31일: 공인노무사법을 제정함.
- 1987년: 제 1회 공인노무사 자격시험이 실시됨.
- 1998년: 격년으로 시행하던 공인노무사 시험을 제 8회부터 매년 시행하기로 함.
- 2003년: 노동조합 및 노동관계조정법 제 52조의 사적 조정 또는 중재가 공인노무사의 직무범위에 포함됨.

## 자격취득 절차
자격 취득을 희망하는 사람은 공인노무사법시행령 제10조 및 제26조의 규정에 의거 매년 노동부 산하기관인 산업인력공단이 주관하는 시험에 응시하여 합격해야 한다. 시험은 총 3차에 걸쳐서 이루어지며, 매년 3월 대한민국 주요 일간지 및 한국산업인력공단 홈페이지에 일정이 게시된다.

### 응시 자격
- 부정행위자는 합격할 수 없으며 5년간 응시자격을 정지한다.

- 영어 (산업인력공단에 아래 시험 중 하나의 성적을 접수기간에 제출하여 인증을 받아야 1차시험 응시 접수가 가능하다) 
  - 텝스 625점 이상
  - 토익 700점 이상
  - 토플, IBT 71점 이상
  - 지텔프 lv2의 65점 이상
  - FLEX 625점 이상

- 3차시험 합격자 발표일 전 날에 이에 해당하는 사람은 합격할 수 없다.
  - 미성년자
  - 피성년후견인 또는 피한정후견인
  - 파산선고를 받은 자로서 복권(부권)되지 아니한 자
  - 공무원으로서 징계처분에 따라 파면된 자로서 3년이 지나지 아니한 자
  - 금고 이상의 실형을 선고받고 그 집행이 끝나거나 집행을 받지 아니하기로 확정된 후 3년이 지나지 아니한 자
  - 형의 집행유예를 선고받고 그 기간이 끝난 날부터 2년이 지나지 아니한 자
  - 금고 이상의 형의 선고유예기간 중에 있는 자

### 시험 과목
공인노무사 시험은 1차, 2차, 3차로 구분되어 있으며 1차는 객관식 5과목, 2차는 서술형 4과목, 3차는 면접전형으로 구성되어 있다. 
1, 2차 시험의 경우 채점위원 과목 간 공정성을 기하기 위해 변환표준점수제도를 두고 있다. 고용노동부 및 유관기관의 경력이 있는 경우 1차 시험 전체와 2차시험 일부 과목을 면제받을 수 있다.

#### 1차 시험
매년 4월 중에 접수해서 6월 초에 치러진다. 
과목당 25문제로 구성되어 있으며 과락(40점 미만)없이 평균 60점을 넘으면 통과하는 절대 평가 방식이다.
- 노동법 I (100점): 근로기준법, 파견근로자보호 등에 관한 법률, 「기간제 및 단시간근로자 보호 등에 관한 법률」, 「산업안전보건법」,「직업안정법」, 「남녀고용평등과 일․가정 양립지원에 관한 법률」, 최저임금법, 「근로자퇴직급여 보장법」,「임금채권보장법」,「근로복지기본법」, 「외국인근로자의 고용 등에 관한 법률」
- 노동법 II (100점): 「노동조합 및 노동관계조정법」,「근로자참여 및 협력 증진에 관한 법률」,「노동위원회법」,「공무원의 노동조합 설립 및 운영 등에 관한 법률」, 「교원의 노동조 합 설립 및 운영 등에 관한 법률」
- 민법 (100점): 총칙편, 채권편만 출제
- 사회보험법 (100점): 사회보장기본법,「고용보험법」,「산업재해보상보험법」, 「국민연금법」, 「국민건강보험법」, 「고용보험 및 산업 재해보상보험의 보험료징수 등에 관한 법률」
- 선택 과목 (100점): 경제학, 경영학 중 1과목 선택

#### 2차 시험
8월 말에 이틀에 걸쳐 치러진다. 
시험시간 총 450분. 과락(40점 미만)없이 평균 60점을 넘으면 통과할 수 있지만, 2009년 18회 시험부터 최소 합격 인원 보장 제도를 실시해 250명(2018년부터 300명)씩 선발하고 있다.
- 노동법 (150점 4문제): 「근로기준법」,「파견근로자보호 등에 관한 법률」, 「기간제 및 단시간근로자 보호 등에 관한 법률」, 「산업안전보건법」,「산업재해보상보험법」,「고용보험법」, 「노동조합 및 노동관계조정법」,「근로자참여 및 협력증진에 관한 법률」,「노동위원회법」,「공무원의 노동조합 설립 및 운영 등에 관한 법률」,「교원의 노동조합 설립 및 운영 등에 관한 법률」
- 인사노무관리론 (100점 3문제)
- 행정쟁송법 (100점 3문제): 「행정심판법」및「행정소송법」과 민사소송법 중 행정쟁송 관련 부분
- 선택 과목 (100점 3문제): 경영조직론, 노동경제학, 민사소송법 중 택1

#### 3차 시험
10월 중에 치루어지는 면접이다. 1인당 10분 내외. 인성 및 공인노무사 업무 관련 문제가 나온다. 
면접 질문은 대략적으로 아래와 같은 항목들로 이루어져 있다. 
- 개인사항
- 공인노무사 지원동기
- 국가관/사명감(바람직한 역할)등 정신자세
- 전문지식과 응용능력
- 예의 품행 및 성실성
- 의사발표의 정확성과 논리성

## 외국
일본에는 사회보험노무사(社会保険労務士)가 있으며 유럽(스페인, 이탈리아, 독일 등)에 노무사제도가 존재한다.